# فباربامات
فباربامات (انگلیسی: Febarbamate) یک ضد اضطراب و آرام بخش از خانواده باربیتورات‌ها و کاربامات‌ها است که در اروپا به تنهایی و به عنوان بخشی از فرمول دارویی ترکیبی به نام تترابامات استفاده می‌شود.